# Mario Costalonga
Mario Costalonga (Pordenone, 8 aprile 1932 – San Vito al Tagliamento, 20 settembre 2014) è stato un musicista italiano.
Si è esibito in Italia e in Estremo Oriente, dagli anni cinquanta alla fine degli anni novanta, soprattutto come trombettista, ma anche come fisarmonicista, vibrafonista, trombonista, pianista e cantante. È stato anche compositore e arrangiatore.

## Biografia
Inizia a studiare la tromba a 7 anni sotto la guida del Maestro Peller. In quegli anni, grazie al grammofono ricevuto in dono da parenti, ascolta e trascrive gli assoli dei maggiori interpreti dell'epoca e da questi trae ispirazione per i suoi primi assoli. Di fatto impara ad improvvisare prestissimo e, a meno di 10 anni, colleghi più grandi già vengono da lui per chiedergli di scrivere un assolo. A 12 anni deve smettere per problemi di salute, uno pneumotorace. Questa fase difficile della sua carriera si rivela in realtà estremamente feconda perché lo avvicina allo studio del pianoforte, dell'armonia e lo innalza ad una visione più ampia della musica. Sono gli anni in cui frequenta per altro il Liceo Musicale Jacopo Tomadini di Udine che gli trasmette un approccio più strutturato. Nel frattempo continua a studiare e ad approfondire i grandi jazzisti dell'epoca, non più solo trombettisti, ma anche pianisti. Impara ad arrangiare.
A 17 anni, nonostante il parere contrario del medico, riprende a suonare la tromba, la sua antica passione. L'approccio allo strumento è più maturo, il fraseggio più sicuro e profondo, il lirismo più originale ed intenso. Pochi anni dopo viene notato in un'audizione a Milano ed entra subito a far parte della formazione jazz di Giancarlo Barigozzi insieme a Silvano Salviati, Alfredo Bendini, Sandro Paganucci. I primi concerti, in Italia, poi, soprattutto, in Estremo Oriente dove la band ha incontrato e suonato con Tony Scott, Milt Jackson, Percy Heat, Jack Teagarden, Frank Sinatra. Nel 1965 il gruppo si scioglie, ma Costalonga decide di rimanere in Estremo Oriente ad Hong Kong dove si sposa nel 1966 e crea un proprio gruppo con il fratello Gianni. 
Nel 1974 rientra in Italia con la famiglia e si stabilisce a Pordenone. Si diploma in tromba presso il Conservatorio di Udine e si dedica soprattutto all'insegnamento della musica. Tra le collaborazioni più recenti ricordiamo Tullio De Piscopo, Ray Mantilla, Cedar Walton, Enrico Rava, Zero Orchestra con tra gli altri Bruno Cesselli, Francesco Bearzatti, Gaspare Pasini, Romano Todesco, Nevio Basso ed il figlio Mauro.
Gli ultimi anni lo hanno visto lontano dallo strumento impegnato soprattutto in attività di arrangiamento e ricerca musicale. 
Muore per un male incurabile il 20 settembre 2014 presso l'Hospice di San Vito al Tagliamento.